# 르노 마스터
르노 마스터는 프랑스의 르노가 생산하는 소형 승합차 및 트럭, 밴이다.

### 1세대(1980~1998)
1980년 출시되었으며, 당시 바띠이에 새로 지어진 공장에서 생산이 진행되었다.

### 2세대(2000~2010)
1997년 11월에 최초로 공개되었고, 전 세대보다 더욱 부드럽게 다듬어진 디자인으로 바뀌었다. 또한, 이 세대부터는 오펠과 닛산에 각각 모바노와 인터스타라는 명칭으로 OEM 공급되기 시작하였다. 2003년 말에 페이스리프트를 거쳐 전면부가 트래픽과 유사한 모습으로 변경되었다. 르노와 오펠 버전은 2010년까지 생산되었고, 닛산은 3년 뒤인 2013년까지 연장 생산되었다.

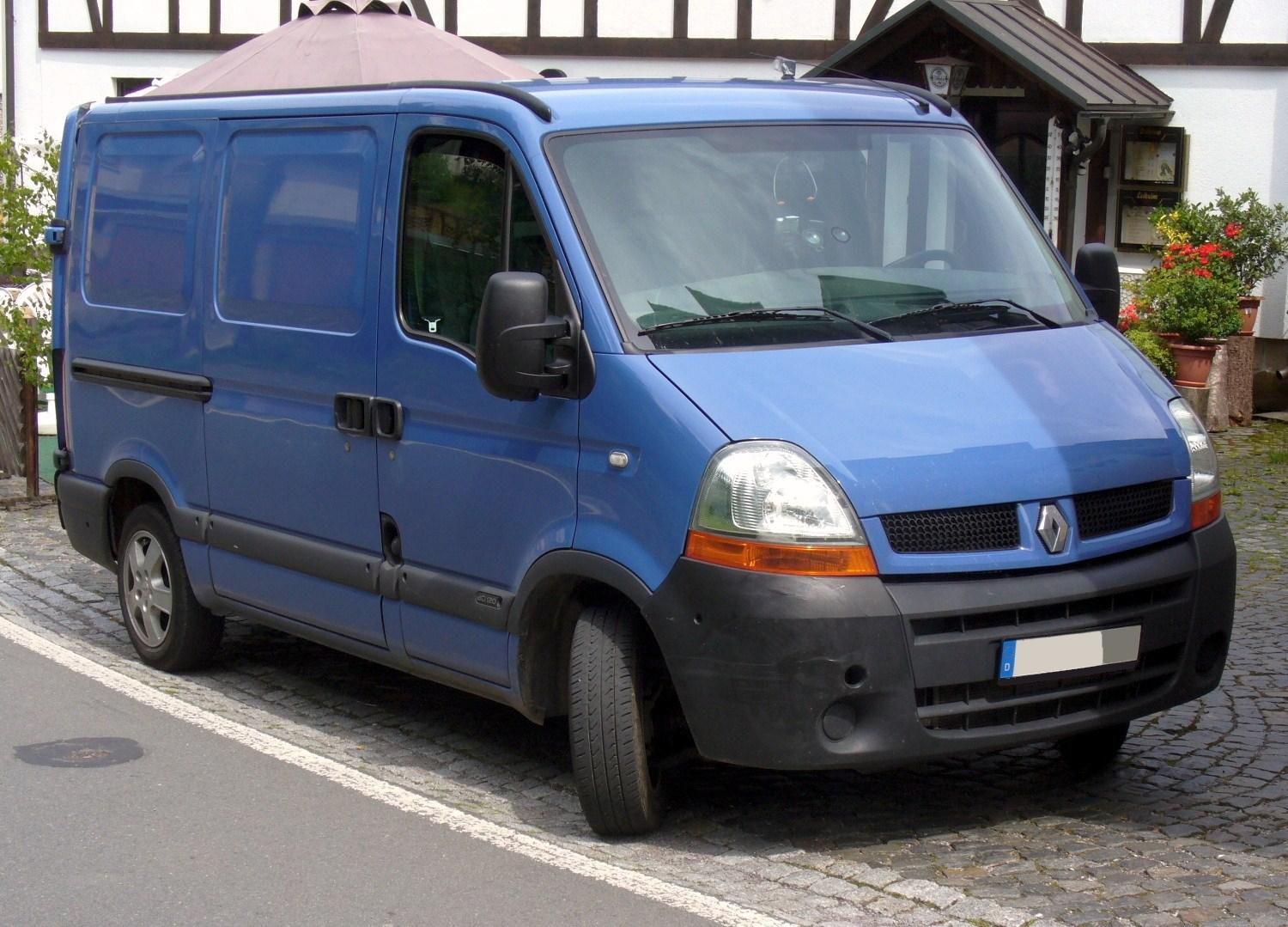
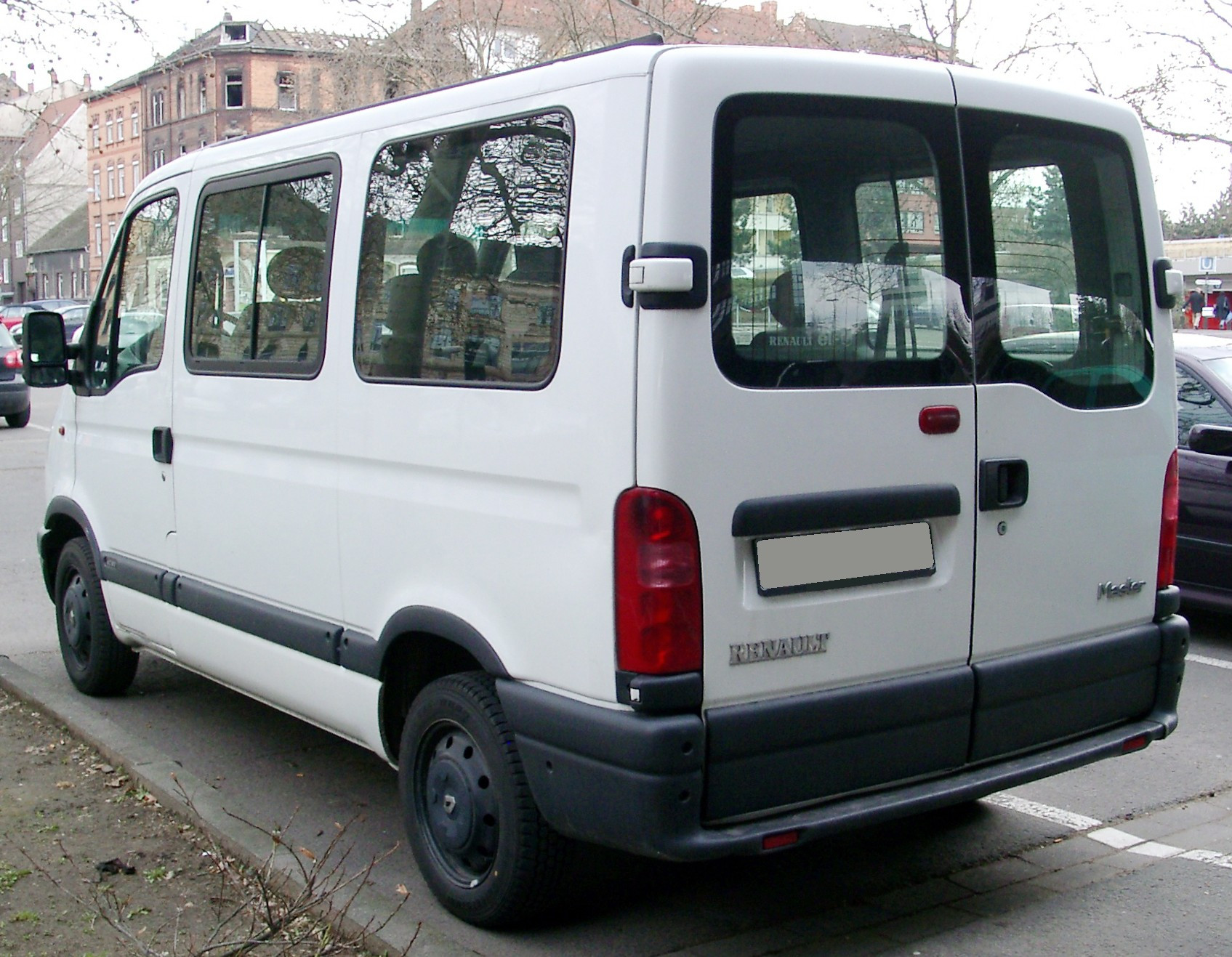

### 3세대(2010~2024)

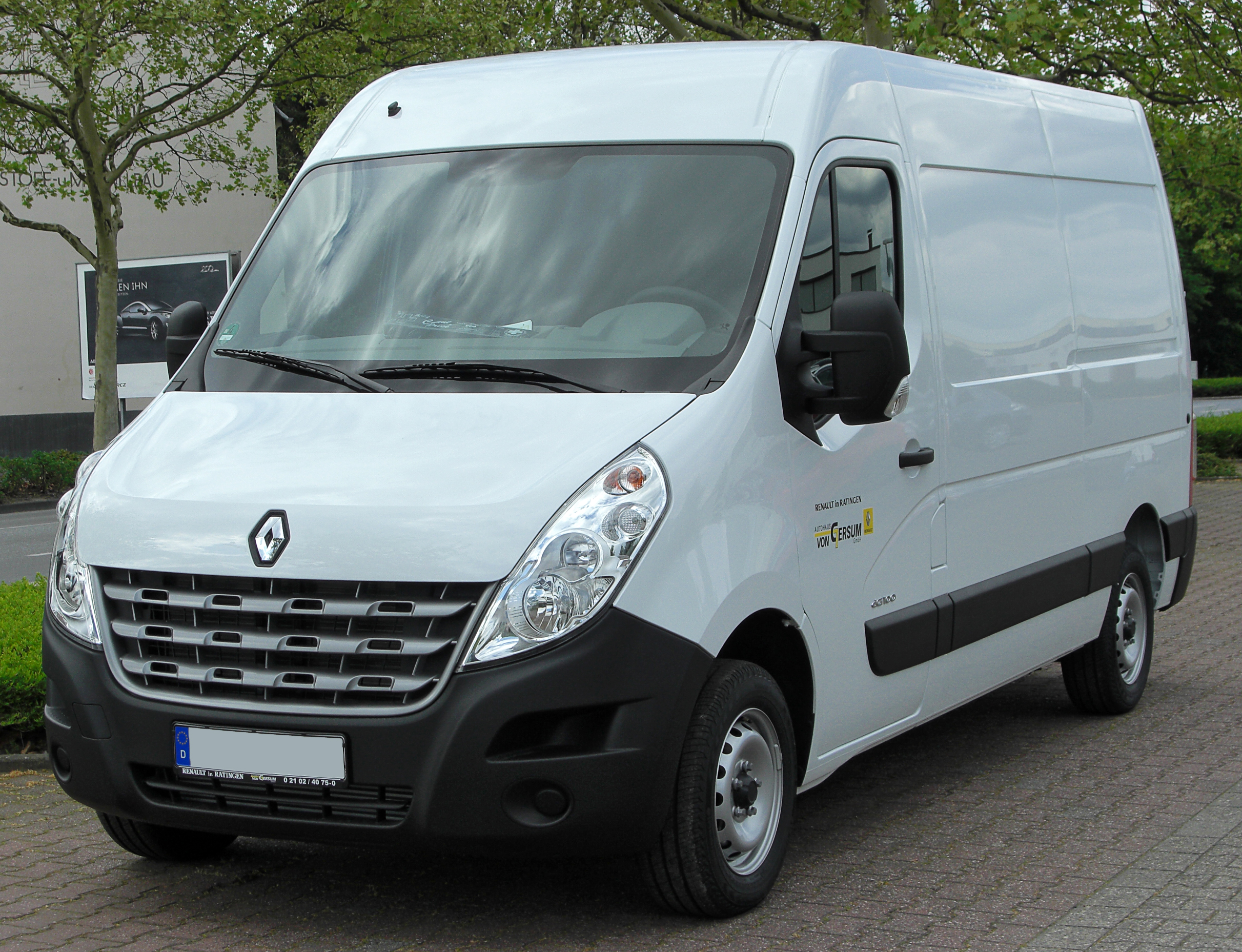
마스터 밴 전기형 정측면

2010년 말에 출시되었고, 닛산 버전은 명칭이 NV400으로 변경되었다. 2014년 그릴 디자인을 변경하였으며, 2019년에 페이스리프트를 감행하여 전면부를 완전히 바꾸었다. 모바노는 2017년 오펠 & 복스홀의 모기업이 제너럴 모터스에서 PSA 그룹으로 바뀐 뒤에도 2019년에 마스터와 함께 페이스리프트를 거치면서 계속 판매되었으나, 2021년에서야 피아트 두카토의 뱃지 엔지니어링 사양으로 대체되었다. 2022년에는 닛산 버전이 ‘NV400’이란 명칭을 버리고, 다시 인터스타로 전환하였다.

### 대한민국 시장
2018년 10월 14일부터 르노코리아자동차를 통해 대한민국에 롱/숏 밴 사양이 먼저 수입되었다. 최대 적재 중량은 숏 1.3톤, 롱 1.2톤이다. 2019년 6월에는 마스터 버스 13인승과 15인승도 추가로 수입되었으며, 2020년 3월에 페이스리프트 모델이 출시되었다. 버스에는 베바스토의 무시동 히터가 추가된다.
쏠라티보다 가격이 저렴해서 많은 인기를 얻었으며, 영업용 차량으로도 많이 투입되고 있다. 캠핑카 개조에 대한 법규가 완화된 후에는 밴 사양을 구입하여 캠핑카로 개조하는 경우도 있다. 버스는 몇몇 지역에서 마을버스로 투입됐다.
2.3리터 커먼레일 디젤 엔진과 6단 수동변속기가 장착된다. 밴은 145마력(페이스리프트 후에는 150마력), 버스는 163마력으로 세팅된다.
유럽 현지에서는 자동변속기 대신 세미오토가 적용되었으나, 세미오토는 대한민국에 들어오지 않았다. 또한 EV 사양도 대한민국에 들어오지 않았다. 
이베코 데일리처럼 트럭용 적재함을 별도로 얹어서 이용하는 섀시캡 사양도 있었으나, 섀시캡은 대한민국에 들어오지 않았다.
2022년 초에 미세먼지 이슈 문제로, 버스 모델의 수입이 중단되어 패널밴만 판매했다.

### 4세대(2024년)
2023년 11월 21일 리옹에서 4세대 모델을 공개했다. 기존 디젤/전기 버전 외에 FCEV가 추가되며, 컬럼식 9단 자동변속기가 신설됐다.
전기 충전구는 오른쪽 앞 펜더에 장착된다.

## 경쟁 차종
- 현대 쏠라티
- 이베코 데일리
- 메르세데스-벤츠 스프린터